# Mercury Meltdown
Mercury Meltdown est un jeu vidéo de puzzle sorti en 2006 sur PlayStation Portable. Le jeu a été développé par Ignition Banbury et édité par Atari, Ignition Entertainment et SCEI. Il est la suite de Archer Maclean's Mercury sorti en 2005.

## Portages
Le jeu a été porté la même année sur PlayStation 2 avec pour titre Mercury Meltdown Remix et l'année suivante sur Wii avec pour titre Mercury Meltdown Revolution.